# Wydział Matematyczno-Przyrodniczy Uniwersytetu Kardynała Stefana Wyszyńskiego
Wydział Matematyczno-Przyrodniczy. Szkoła Nauk Ścisłych Uniwersytetu Kardynała Stefana Wyszyńskiego – jeden z dwunastu wydziałów Uniwersytetu Kardynała Stefana Wyszyńskiego w Warszawie. Jego siedziba znajduje się przy ul. Wóycickiego 1/3 w Warszawie.

## Kierunki studiów
Dostępne kierunki:

### Studia stacjonarne
- Chemia (studia I i II stopnia)
- Fizyka (studia I i II stopnia)
- Informatyka (studia I i II stopnia)
- Matematyka (studia I i II stopnia)

### Studia niestacjonarne
- Informatyka (studia I i II stopnia)
- Matematyka (studia I stopnia)

## Władze wydziału
W kadencji 2024–2028:
| Stanowisko                               | Imię i nazwisko              |
| ---------------------------------------- | ---------------------------- |
| Dziekan                                  | dr hab. Dominik Kurzydłowski |
| Prodziekan ds. Studenckich i Kształcenia | dr inż. Arkadiusz Listkowski |
| Prodziekan ds. Kształcenia               | dr Dorota Dąbrowska          |

## Struktura organizacyjna
| Instytut                  | Dyrektor                           |
| ------------------------- | ---------------------------------- |
| Instytut Informatyki      | dr hab. inż. Krzysztof Trojanowski |
| Instytut Matematyki       | dr hab. Marek Grochowski           |
| Instytut Nauk Chemicznych | dr hab. inż. Iwona Flis-Kabulska   |
| Instytut Nauk Fizycznych  | dr hab. Agata Kamińska             |